# Min bror Sebastian
Min bror Sebastian (original Veljeni Sebastian) är en roman skriven av Annika Idström 1985. Boken handlar om en ensam pojkes utsatthet. Romanen fick stor framgång i Finland och var nominerad till Nordiska rådets litteraturpris 1987.